# Miramar (Weinheim)
Koordinaten: 49° 31′ 59″ N, 8° 38′ 35″ ODas Miramar Freizeitzentrum Weinheim ist ein Erlebnisbad am Waidsee in Weinheim.

## Name
Der Name Miramar ist eine Zusammensetzung aus den spanischen Wörtern mira (schauen) und mar (Meer) und bedeutet so viel wie „Blick aufs Meer“ oder „Meeresblick“.

## Geschichte

### Vorgeschichte
Anfang der 70er Jahre reiste eine Delegation des Weinheimer Stadtrates nach Bad Tölz und besichtigte das Erlebnisbad Alpamare. Das Miramar sollte Europas modernstes Freizeitzentrum werden.

### Eröffnung und Verkauf
Am 26. Oktober 1973 öffente nach dreijähriger Bauzeit das städtische Schwimmbad Miramar. Die Bausumme betrug fünf Millionen Deutsche Mark. Architekten waren die Brüder Jan und Waldemar Lippert. Gesellschafter waren die Stadt Weinheim und die Rhein-Neckar AG mit Sitz in Mannheim.
Aufgrund der Ölpreiskrise, der damit verbundenen Sonntags-Fahrverboten, der steigenden Energiekosten und sinkender Besucherzahlen, musste die Stadt Weinheim das Bad verkaufen. Im Jahre 1987 wurde das Miramar samt Schulden von Heinz Steinhart für einen symbolischen Preis von einer Deutschen Mark gekauft.
Neben dem Erlebnisbad in Weinheim betreibt die Unternehmerfamilie Steinhart die Erlebnisbäder Kristall Palm Beach in Stein und Aqualand in Köln.

### Meilensteine und Ereignisse
Im Jahre 1974 wurde der Saunabereich eröffnet.
Am 2. Januar 1977 fand im Miramar der erste FKK-Abend statt.
In den Jahren 1982 und 1987 gingen die ersten Wasserrutschen in Betrieb.
Am 10. Mai 1994 brach im Saunabereich ein Feuer aus, der Schaden belief sich auf drei Millionen Mark.
Das Badewasser wird seit 2005 mit Geothermie aus 1.200 Metern Tiefe erwärmt.
Der Thermenanbau wurde 2007 in Betrieb genommen.
2017/2019 wurden zuletzt neue Rutschen eröffnet bzw. modernisiert.
Am späten Abend des 8. Dezember 2024 ereignete sich nach Betriebsschluss ein Brand im Thermenbereich. Es kamen keine Menschen zu Schaden. Die Therme wurde weitgehend zerstört. Durch Rauch und Löschwasser wurden auch andere Bereiche beschädigt. Der  Sachschaden wurde auf rund 20 Millionen Euro beziffert.
Das Erlebnisbad, die Saunawelt wurden nach umfangreichen Baumaßnahmen im Juni 2025 wiedereröffnet, der Neubau der Therme wird voraussichtlich im Frühjahr 2026 abgeschlossen sein.
Im Juli 2025 wurde die „Miramar-Straßenbahn“ der Rhein-Neckar-Verkehr (RNV) auf eigens dafür errichteten Gleisen neben dem Eingang dauerhaft abgestellt. Die Straßenbahn ist nicht von innen zugänglich.

## Bereiche
Das Miramar besteht aus drei Bereichen, dem Erlebnisbad mit Wasserrutschen, der Therme und dem Saunabereich.

### Erlebnisbad und Rutschenwelt

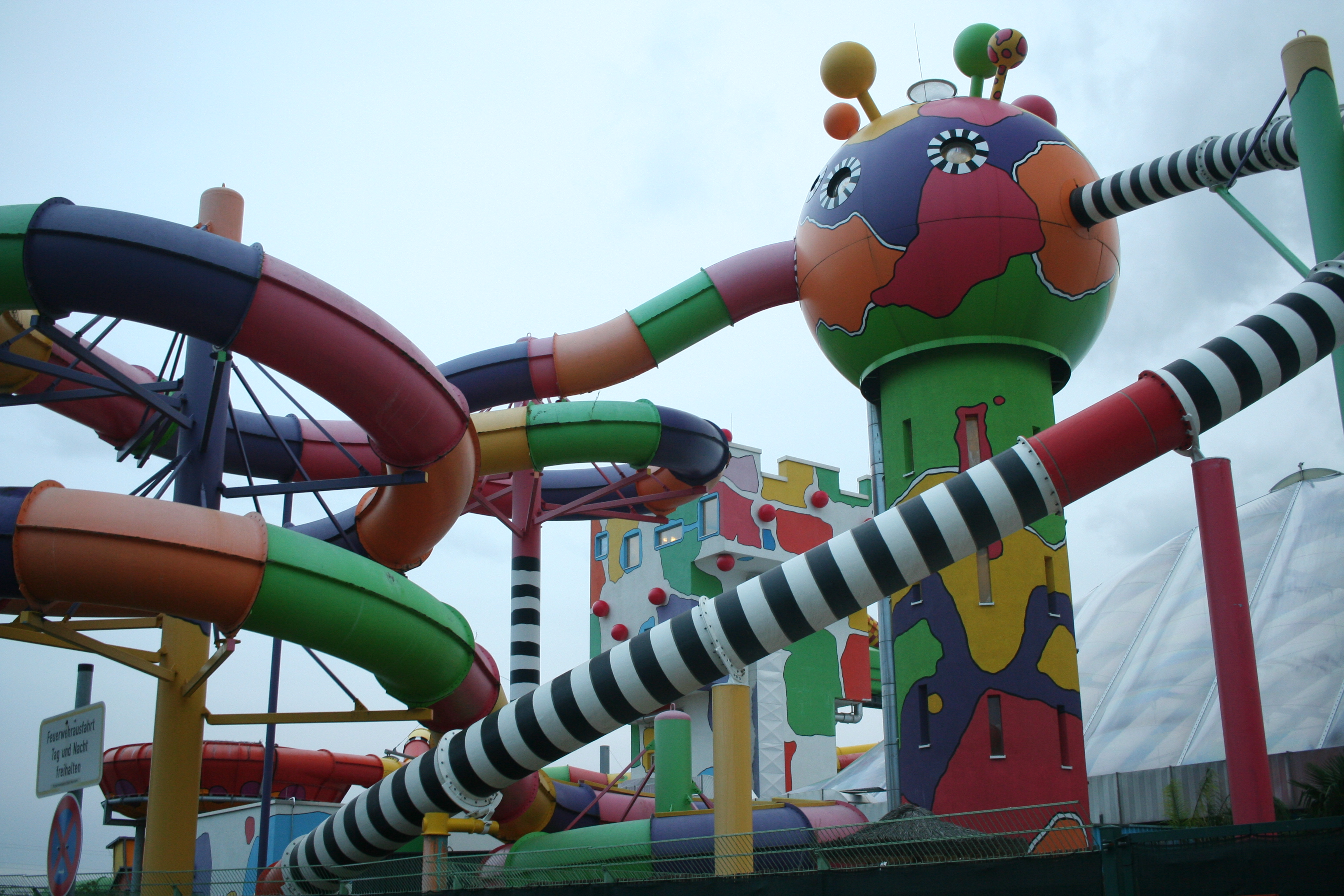
Rutschentürme (2018)

Größtes Becken im Erlebnisbad ist das Wellenbecken in diesem eine offene Wasserrutsche mit einer Länge von 58 Metern mündet. Neben dem Wellenbecken gibt es ein Kinderbecken, ein Massagebecken mit Poolbar, einen Whirlpool, ein Außenbecken mit Strömungskanal und ein Restaurant.
Das Miramar verfügt über 10 Wasserrutschen, besonders erwähnenswert ist die Doppel-Loopingrutsche Hurricane Loop. Diese Form der Wasserrutsche ist in Deutschland verhältnismäßig selten vertreten.
Die Farbgestaltung der Rutschentürme und einiger Rutschen wurde von dem Künstler Carsten Kruse konzipiert.

### Salz & Kristall Therme
In dem Thermenbereich befinden sich zwei Innen- und zwei Außenbecken mit 33 bis 37 Grad warmem Thermalwasser. Ebenso befinden sich dort neben Ruheräumen auch Massage- und physiotherapeutische Angebote.
Bei einem Brand 2024 stürzte die Therme teilweise ein.

### Saunaparadies
Im Saunabereich befinden sich neun Innen- und Außensaunen, ein Dampfbad sowie ein FKK-Badesee. Neben mehren Ruheräumen und einem Barfußpfad gibt es auch ein gastronomisches Angebot.

## Trivia

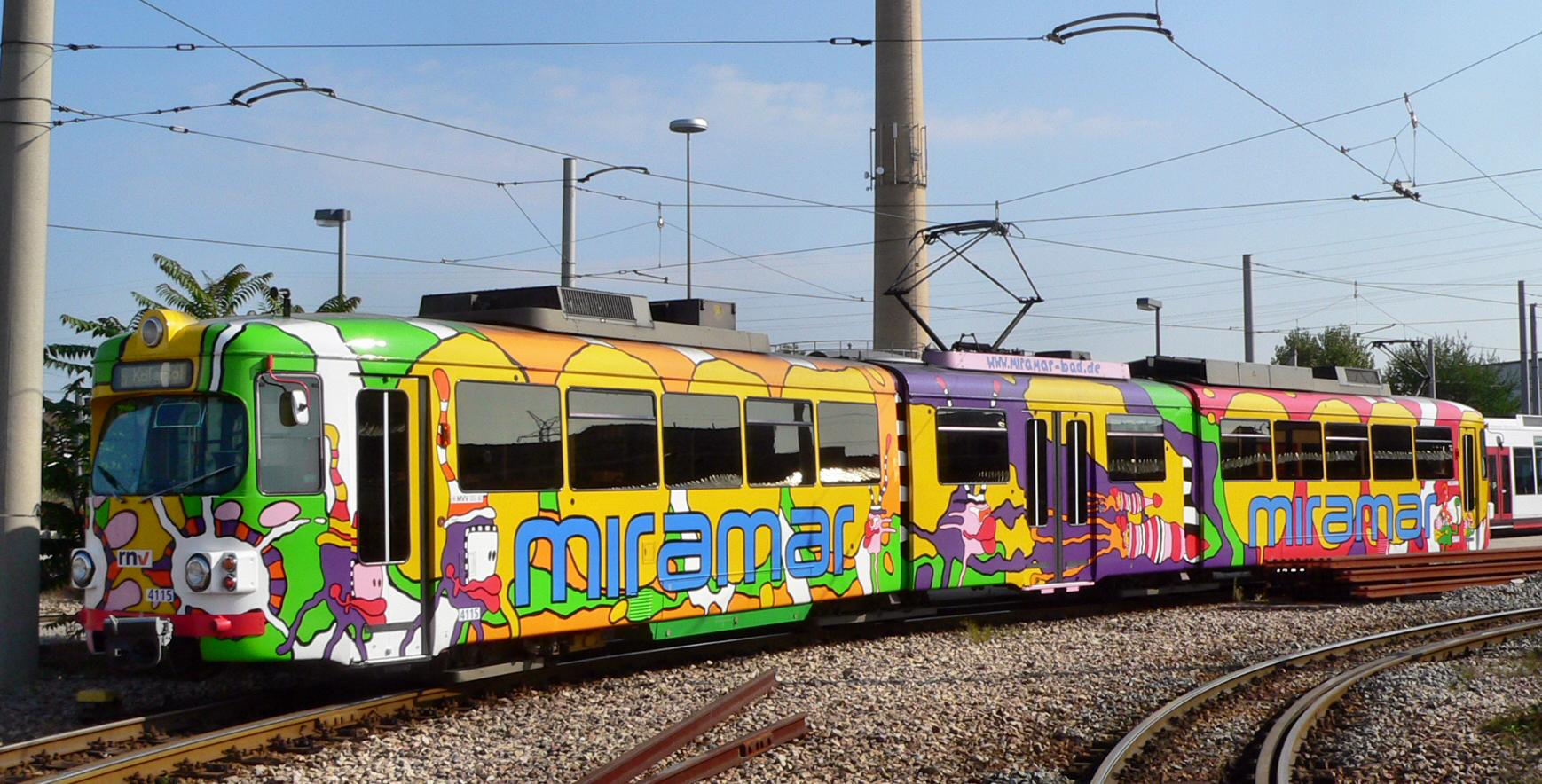
Miramar-Straßenbahn (2009)

2008 wurde eine Straßenbahn (Hersteller Duewag, Typ GT8K, Baujahr 1989, Wagennummer 4115) von Carsten Kruse für das Miramar bemalt. Bevor der Wagen 4115 Ende 2024 außer Dienst gestellt wurde, ist er auf der Linie 5 (Mannheim–Heidelberg) der Rhein-Neckar-Verkehr (RNV) gefahren.

## Veranstaltungen (Auszug)
Jeden Dienstagabend ist in allen Bereichen ab 19 Uhr textilfreies Baden (jedoch nicht innerhalb der Schulferien in Baden-Württemberg, Hessen und Rheinland-Pfalz). Monatlich finden lange Saunanächte statt.

## Verkehrsanbindung
Das Miramar Weinheim ist etwa 20 Autominuten von Mannheim entfernt. Unmittelbar vor dem Bad befindet sich die Bushaltestelle Weinheim, Waidsee/Miramar, von der aus man mit dem Bus bis zum Weinheimer Hauptbahnhof und dann mit der Bahn Richtung Mannheim weiter fahren kann.